# Nowitna River
Nowitna River er en 402 km lang, vild og uberørt, biflod til Yukonfloden i Alaska i USA. Den løber mod nordøst fra Kuskokwim Mountains gennem Nowitna National Wildlife Refuge og løber ud i Yukonfloden 61 km nordøst for byen Ruby, og sydvest for byen Tanana ved Tanana Rivers udløb. En stor del af floden løber på en plan flodslette med store vådområder dannet af skiftende meandresving, hvilket giver en god biotop for mange ynglende andefugle. De 362 km af flodens længde er beskyttet i Nowitna National Wildlife Refuge.